# Bezdead
Bezdead es una comuna ubicada en el distrito de Dâmbovița, Rumania.

## Superficie
Posee una superficie de 57,57 kilómetros cuadrados.

## Demografía
Hasta 2021 la población era de 4115 habitantes, con una densidad de población de 71,48 habitantes por kilómetro cuadrado.